# Obra del Cançoner Popular de Catalunya
L'Obra del Cançoner Popular de Catalunya (OCPC) va ser una institució dirigida per Francesc Pujol, de l'Orfeó Català, i creada amb l'objectiu de promoure la cerca i recollida de literatura i música popular dels Països Catalans. Els materials trobats eren posteriorment destriats, estudiats i publicats.

## Història
L'Obra del Cançoner Popular de Catalunya va ser fundada a Barcelona l'any 1922, gràcies a una donació de Concepció Rabell de la qual era marmessor Rafael Patxot i Jubert, i es va mantenir activa fins al 1936, quan la Guerra Civil espanyola va interrompre la seva tasca. Gràcies a les aportacions de molts estudiosos, així com a concursos i un treball de camp sistemàtic i exhaustiu, reuní una col·lecció de materials que l'any de la seva aturada ja superava els 40.000 documents
Als seus inicis, el director i els responsables de l'entitat es trobaven sobrecarregats amb la feina que els suposava, així que l'any 1924 es va organitzar una "oficina" de l'Obra, per tal que dos nous treballadors ajudessin en l'elaboració de fitxes dels materials recollits. Aquests dos nous integrats eren Baltasar Samper, qui va entrar amb el càrrec d'expert en música, i Josep Mª Casas, com a expert en llengua i literatura.

## Missions de Recerca
L'1 d'agost de 1924, Baltasar Samper juntament amb el seu amic l'escriptor Miquel Ferrà, van signar l'Ordenació de Missions del Cançoner Popular de Catalunya. Aquest document implicava l'encomanament de missions de recerca de cançons populars arreu dels Països Catalans, cada una de les quals havia de comptar amb els següents apartats: tonada musical, lletra, complements folklòrics, la impressió fonogràfica de les cançons i una fotografia dels cantaires.
El 4 d'agost de 1924 Samper i Ferrà partiren a Mallorca per a dur a terme la primera de nombroses missions, la majoria de les quals van ser realitzades pel mateix Baltasar Samper així com la poetessa Palmira Jaquetti en col·laboració amb altres intel·lectuals com el propi Miquel Ferrà, Maria Carbó, Enric D'Aoust, Mercè Porta, etc.
A mitjans de juliol de 1929, l'Obra del Cançoner Popular de Catalunya, va posar en carretera a Joan Amades i Joan Tomàs amb l'objectiu de recollir cançons i melodies populars a la Noguera, la Ribera del Segre, la Ribera del Sió, la Segarra i el Solsonès. El dia 10 d'agost van visitar Solsona amb la intenció de conèixer el vell flabiolaire, conegut popularment amb el nom de "El Perdigot".
| Data d'inici           | Data de termini | Qui                              | Lloc                                          | Altres dades                                                                                  |
| ---------------------- | --------------- | -------------------------------- | --------------------------------------------- | --------------------------------------------------------------------------------------------- |
| 09/07/1925             | 03/09/1925      | Palmira Jaquetti i Maria Carbó   | Seu d'Urgell, Pallars i Aran                  | Dins Josep Massot i Muntaner. Materials de l'Obra del Cançoner Popular de Catalunya, vol. 6.  |
| 02/07/1926             | 02/07/1926      | Palmira Jaquetti i Maria Carbó   | Pallars i Conca de Tremp                      | Dins Josep Massot i Muntaner. Materials de l'Obra del Cançoner Popular de Catalunya, vol. 7.  |
| 01/01/1927             | 09/01/1927      | Palmira Jaquetti i Maria Carbó   | Sant Feliu de Guíxols                         | Dins Josep Massot i Muntaner. Materials de l'Obra del Cançoner Popular de Catalunya, vol. 7.  |
| 27/06/1927             | 31/08/1927      | Palmira Jaquetti i Enric D'Aoust | Pallars i Ribagorça                           | Dins Josep Massot i Muntaner. Materials de l'Obra del Cançoner Popular de Catalunya, vol. 7.  |
| 25/12/1927             | 28/12/1927      | Palmira Jaquetti i Enric D'Aoust | Torroella de Montgrí i l'Estartit             | Dins Josep Massot i Muntaner. Materials de l'Obra del Cançoner Popular de Catalunya, vol. 9.  |
| 01/07/1928             | 19/08/1928      | Palmira Jaquetti i Enric D'Aoust | Pallars                                       | Dins Josep Massot i Muntaner. Materials de l'Obra del Cançoner Popular de Catalunya, vol. 9.  |
| 23/12/1928             | 02/01/1929      | Palmira Jaquetti i Enric D'Aoust | Torroella de Montgrí, Verges, Pals i l'Escala | Dins Josep Massot i Muntaner. Materials de l'Obra del Cançoner Popular de Catalunya, vol. 10. |
| 29/06/1929             | 04/09/1929      | Palmira Jaquetti i Enric D'Aoust | Ribagorça                                     | Dins Josep Massot i Muntaner. Materials de l'Obra del Cançoner Popular de Catalunya, vol. 11. |
| 24/12/1929             | 30/12/1929      | Palmira Jaquetti i Enric D'Aoust | L'Escala                                      | Dins Josep Massot i Muntaner. Materials de l'Obra del Cançoner Popular de Catalunya, vol. 12. |
| 29/08/1930             | 21/09/1930      | Palmira Jaquetti i Enric D'Aoust | Verges i Rodalia                              | Dins Josep Massot i Muntaner. Materials de l'Obra del Cançoner Popular de Catalunya, vol. 14. |
| 27/06/1931             | 27/08/1933      | Palmira Jaquetti i Maria Carbó   | Ribagorça i Pallars                           | Dins Josep Massot i Muntaner. Materials de l'Obra del Cançoner Popular de Catalunya, vol. 14. |
| 27/08/1933             | 23/09/1933      | Palmira Jaquetti i Mercè Porta   | Tregurà i Setcases                            | Dins Josep Massot i Muntaner. Materials de l'Obra del Cançoner Popular de Catalunya, vol. 16. |
| 21/06/1934             | 18/07/1934      | Palmira Jaquetti i Mercè Porta   | Molló, Prats de Molló i Pardines              | Dins Josep Massot i Muntaner. Materials de l'Obra del Cançoner Popular de Catalunya, vol. 16. |
| 1936                   | 1937            | Palmira Jaquetti                 | Hospital de Sant Pau i Tona                   | Dins Josep Massot i Muntaner. Noves aportacions a l'Obra del Cançoner Popular de Catalunya    |
| 07/1940 i altres dates |                 | Palmira Jaquetti                 | Setcases, Manyanet i Anglès i Vall d'Aran     | Dins Josep Massot i Muntaner. Materials de l'Obra del Cançoner Popular de Catalunya, vol. 20. |

## El Cançoner Popular Català
El mes de desembre de l'any 1938 es va imprimir a Barcelona el primer volum del Cançoner Popular Català. Desgraciadament, aquest volum no va arribar a veure la llum aquest any, ja que poc després les tropes de Franco van ocupar Catalunya. Degut en això, molts llibres, inclòs el propi Cançoner no es van arribar a publicar, i va ser convertit en pasta de paper per les noves autoritats franquistes. Tot i així, anys després de la mort de Franco, Publicacions de l'Abadia de Montserrat va poder reeditar el llibre per a una segona edició, que es va publicar l'any 1983.

## Localització actual dels documents
L'Obra del Cançoner Popular de Catalunya, a més de cançons, també conté rondalles, refranys, danses i entremesos, entre d'altres. Els originals d'aquest fons, on té un paper destacat el cançoner medieval, són dipositats des de 1990 a l'Abadia de Montserrat. La catalogació es realitza des del seu inici l'any 1997 al Centre de Promoció de la Cultura Popular i Tradicional Catalana del Departament de Cultura de la Generalitat de Catalunya. També es pot consultar el fons microfilmat a la Biblioteca de Catalunya.
Pel que fa a les missions, actualment trobem les memòries, així com molts altres documents relacionats, publicats per l'Abadia de Montserrat.